# La fuerza de la sangre
La fuerza de la sangre (deutsch z. B. Die Macht des Blutes, Die Macht und Regung des Geblüts) ist eine Novelle von Miguel de Cervantes. Die Novelle erschien 1613 in Madrid als Teil der Novelas ejemplares.

## Kurzbeschreibung
La fuerza de la sangre erzählt die Geschichte der schönen Leocadia, die von dem verantwortungslosen jungen Adligen Rodolfo entführt und ohnmächtig vergewaltigt wird. Rodolfo macht sich von Leocadia unerkannt nach Italien davon, während Leocadia durch die Vergewaltigung schwanger und die Mutter eines Sohnes wird, den man für ihren Cousin ausgibt, damit Leocadia nicht sozial geächtet wird. Als der Vorfall sieben Jahre später zufällig Rodolfos Eltern bekannt wird, holen sie ihren Sohn durch eine List nach Spanien zurück und bringen ihn dazu, sein Opfer zu heiraten.

## Inhaltsangabe
Vergewaltigung Leocadias
Die Familie eines alten Hidalgo ist in einer heißen Sommernacht von einem Spaziergang am Fluss auf dem Rückweg nach Toledo. „Mit jener ruhigen Sicherheit, zu der die wohlgeordnete Polizeiverwaltung jener Stadt und die redliche Gesinnung ihrer Einwohner berechtigt, kam unser guter Edelmann mit seiner ehrsamen Familie daher und dachte nicht im entferntesten daran, daß ihm irgendein Unheil widerfahren könne.“ Eine Reitertrupp in der Dunkelheit unkenntlicher, später sogar maskierter junger Männer kommt der Hidalgo-Familie entgegen, angeführt vom blaublütigen Rodolfo. Es kommt zu einem Wortgefecht; die jungen Männer reiten zunächst weiter. Allerdings ist dem circa 22-jährigen Rodolfo in der Hidalgo-Familie die attraktive 16-jährige Leocadia aufgefallen, derer er sich bemächtigen will. „So war denn das Auftauchen dieses Planes, seine Mitteilung, seine Billigung, der Entschluß, Leocadia zu rauben, und die Ausführung des Raubes das Werk weniger Minuten.“ Die Entführung Leocadias gelingt trotz Gegenwehr der Familie. Leocadia wird dabei ohnmächtig. Rodolfo trennt sich von seinen Freunden und bringt Leocadia in seine Einliegerwohnung in seinem Vaterhaus. „Noch bevor Leocadia aus ihrer Ohnmacht erwachte, hatte Rodolfo bereits seine Gelüste befriedigt“. Nachdem Leocadia wieder zu Bewusstsein gekommen ist, fordert sie vom im Dunkeln unsichtbaren Rodolfo, ihr auch das Leben zu nehmen. Weil Rodolfo das nicht tut, meint Leocadia, sie würde ihm „den Schimpf vergeben, den du mir antatest, wenn du mir mit einem heiligen Eid versprichst, […] niemals einem Menschen etwas davon zu sagen.“ Rodolfo lässt Leocadia vorübergehend im verschlossenen Zimmer zurück „und ging, sich mit seinen Freunden zu beraten, was er nun tun solle“. Letztlich jedoch verzichtet er darauf, seine Freunde zu konsultieren und will ihnen gegenüber behaupten, er habe Leocadia „auf halbem Wege wieder freigelassen.“ Inzwischen hat Leocadia als Beweisstück ein kleines silbernes Kruzifix von Rodolfos Schreibtisch an sich genommen und verbirgt es „in einem Ärmel ihres Gewandes“. Rodolfo kehrt zu ihr zurück und bringt sie, ohne dass seine Identität offenbar wird, in Toledos Innenstadt, wo er sie noch vor Tagesanbruch auf ihren Wunsch hin neben der Kathedrale Santa María de la Asunción verlässt. Drei Tage später reist Rodolfo nach Italien ab. Die vergewaltigte Leocadia findet ihre Familie verwirrt und ratlos vor, „denn sie wussten nicht, ob es wohl angebracht sei, der Obrigkeit Meldung von ihrem Unglück zu erstatten – fürchteten sie doch, ihre Schande damit erst recht unter die Leute zu bringen. Da sie arme Edelleute waren, konnten sie auf die Gunst der Großen nicht rechnen, und zudem wußten sie ja gar nicht, über wen sie Klage führen sollten“. Das entspricht Leocadias eigener Intention, vor allem, da der alte Hidalgo seine Tochter überzeugen kann, dass das Kruzifix ein unzureichendes Beweisstück sei. Leocadia verbringt die Folgezeit zurückgezogen in ihrem Elternhaus und bemerkt bald, dass sie durch den Vergewaltiger schwanger geworden ist. Die Schwangerschaft wird geheim gehalten, die Geburt findet auf dem Land statt. Der neugeborene Sohn erhält den Namen Luis und wächst zunächst fern von Toledo auf, ehe er dorthin zurückkehrt und dort für einen Cousin Leocadias ausgegeben wird.
Aufdeckung des Verbrechens und Heimholung Rodolfos
Sieben Jahre nach der Vergewaltigung Leocadias gerät Luis während eines städtischen Pferderennens unter die Hufe und wird schwer verletzt. Ein „vornehmer und weithin bekannter Herr“ nimmt sich des verletzten Jungen an, weil er in Luis’ Gesicht „das Angesicht seines eigenen zärtlich geliebten Sohnes“ zu erkennen meint, nämlich Rodolfo, in dessen Haus die besorgte Leocadia dann eintrifft: Das Bett, auf dem ihr schwerverletzter Sohn liegt, ist der Ort ihrer Vergewaltigung, „das Grab ihrer Ehre. Und auch der Schreibtisch, von dem sie damals das Kruzifix genommen hatte, stand noch auf derselben Stelle.“ Luis‘ Verletzung ist erst nach einem Monat soweit ausgeheilt, dass er aufstehen kann. Während dieses Monats besucht Leocadia Luis täglich. Rodolfos Vater und Rodolfos Mutter, Doña Estefanía, verhätscheln das Kind. Auch Doña Estefanía bekundet mehrfach die Ähnlichkeit von Luis und Rodolfo. An eine solche Bemerkung anknüpfend, berichtet Leocadia Doña Estefanía von Entführung sowie Vergewaltigung und holt das Kruzifix heraus als „Zeuge jener Gewalt, die man mir antat; nun sei [es] auch Richter über die Sühne, die man mir schuldet“, eine Metapher, die bereits der alte Hidalgo hinsichtlich des Kreuzes gebrauchte. Rodolfos Vater kommt zum Gespräch hinzu, wird eingeweiht. „Am gleichen Tage noch sandten die Eltern einen Eilboten nach Neapel“ zu Rodolfo, dem sie eine Ehe mit einer wunderschönen Frau ankündigen.
Drei Wochen nach Erhalt der Botschaft ist Rodolfo in Toledo, „begierig“ auf seine künftige Gemahlin und in Begleitung zweier Helfershelfer der einstigen Entführung, von deren Mittäterschaft Doña Estefanía überzeugt ist. Doña Estefanía konfrontiert unverzüglich die beiden Spießgesellen mit Tat-Details, und die beiden Spießgesellen gestehen ihre Mittäterschaft. Noch vor dem Abendessen zeigt Doña Estefanía ihrem Sohn Rodolfo ein vermeintliches Bild seiner angeblichen zukünftigen Ehefrau und merkt an, „daß sie das, was ihr vielleicht an Schönheit mangelt, durch ihre Tugend reichlich ausgleicht.“ Der oberflächliche Rodolfo kontert: „Die Maler pflegen im allgemeinen die Schönheit der Gesichter, die sie abkonterfeien, nach Kräften zu heben und zu vergrößern. Wenn das bei dem Maler dieses Bildes auch der Fall war, dann muß ich wohl annehmen, daß das Original die Hässlichkeit selbst ist.“ Rodolfo bittet darum, von einer Heirat abzusehen, denn „ein hässliches Gesicht, das man zu jeder Stunde des Tages vor Augen hat“, sei ein ihm unmöglicher Gedanke. „Schönheit und Lieblichkeit ist es, was ich suche und begehre, und keine andere Mitgift braucht dabei zu sein als Ehrbarkeit und gute Sitten“, bekundet der sittenlose Rodolfo außerdem.
Verheiratung von Rodolfo und Leocadia
Bei dem folgenden Abendessen haben Leocadia und Luis dann ihren Auftritt. „Bei ihrem Anblick erhoben sich alle von ihren Stühlen, um sie ehrfurchtsvoll zu begrüßen, gleichsam als sei eine Erscheinung des Himmels durch ein Wunder unter sie getreten“. Rodolfo erkennt Leocadia nicht, sie aber denkt: „‘So nahe bin ich nun der Entscheidung […] ob ich für immer glücklich oder unglücklich sein werde.‘ Diese Vorstellung machte solch tiefen Eindruck auf sie, daß all ihre Gedanken sich verwirrten und ihr Herz sich zusammenkrampfte. Schweißtropfen traten auf ihre Stirn, alle Farbe wich aus ihrem Gesicht, und eine Ohnmacht wandelte sie an“. Nachdem sie aus ihrer Ohnmacht erwacht ist und wie von Doña Estefanía geplant ein Priester den Hochzeitssegen über Leocadia und Rodolfo gesprochen hat, meint Leocadia, nach ihrer Entführungs-Ohnmacht sieben Jahre zuvor sei ihre Ehre verloren gewesen, doch nun sei sie nach einer Eheanbahnungs-Ohnmacht wiederhergestellt. Einen Absatz vor dieser Äußerung Leocadias kommentiert der auktoriale Erzähler die Ausgelassenheit aufgrund des angeblichen Eheglücks wie folgt: „Es möge einer anderen Feder und einem gewandteren Geist, als der meine ist, überlassen bleiben, die überströmende Freude zu schildern, die nun die Herzen aller Anwesenden erfüllte“.

## Textanalyse
Bei La fuerza de la sangre handelt es sich um eine auktorial erzählte Kurzgeschichte nach italienischem Vorbild. Die erzählte Zeit umfasst etwa sieben Jahre, von der Vergewaltigung Leocadias bis zum Unfall von Luis, dessen anschließender Rekonvaleszenz und der Rückkehr Rodolfos. Ort der Handlung ist die Stadt Toledo und deren unmittelbare Umgebung.

### Titel
Der Titel klärt sich am Schluss der Novelle, wo es über Rodolfo und Leocadia heißt: „All ihr Glück aber verdanken sie der Fügung des Himmels und der Macht jenes Blutes, das der tapfere, edle und christliche Großvater des kleinen Luis einst unter den Hufen eines Pferdes fließen sah.“ Andere Interpretationsmöglichkeiten des Titels finden sich ebenfalls in diesem Satz. So war beispielsweise das entscheidende Rennpferd ein Vollblüter (span.: Caballo de sangre caliente), Doña Estefanía agiert bei der Eheanbahnung ihres Sohnes eher kaltblütig, und sowohl der heißblütige Rodolfo als Leocadia sind blaublütig. Leocadia hat außerdem mit ihrer Entjungferung ihr „kostbarstes Gut“ verloren.

### Zentrale Figuren
- Leocadia: Sie trägt den Namen der Heiligen Leocadia, der Schutzpatronin von Toledo. Sie ist zurückhaltend und verstandesgesteuert, stolz und anmutig,[23]  ungewöhnlich schön,[4]  klug und besonnen[30] sowie von großer Beobachtungsgabe: Souverän mustert Leocadia den Vergewaltigungs-Tatort, soweit es die Dunkelheit zulässt, und souverän lernt sie Rodolfos Eltern erst einmal einschätzen, ehe sie sich offenbart. Selbstbewusst zeigt sich Leocadia beispielsweise auch unmittelbar nach ihrer Vergewaltigung: „Den Sieg, den du über mich davongetragen hast, hättest du ebensogut über einen Baumstamm oder eine leblose Säule erringen können“, sagt Leocadia nach einem gescheiterten zweiten Vergewaltigungsversuch, den Rodolfo in der gleichen Nacht unternimmt, als Leocadia bereits wieder bei Bewusstsein ist: „Als ich ohnmächtig war, konntest du mich mit Füßen treten und zugrunde richten; jetzt aber, wo ich bei vollem Bewußtsein bin, wirst du mich eher töten als besiegen.“[31]
- Rodolfo: Sein Name (Rudolf) verbindet die Namensglieder hruod (Ruhm, Ehre) und wolf , wobei Wolf an die Formulierung erinnert, mit der Cervantes seine erste Begegnung mit Leocadia beschreibt: „Wie ein Rudel Wölfe und eine Herde Schafe trafen die beiden Gruppen aufeinander“.[4] Rodolfo ist aggressiv und triebgesteuert, reich, vornehm, verwegen, zügellos, ausschweifend, unverschämt und schamlos, von edlem Blut aber unedler Moral, obgleich sexuell unerfahren.[5] Der impulsive Rodolfo ist ein oberflächlicher Mensch und weiß das auch: „Die einen suchen Vornehmheit, andere Klugheit, andere Geld und wieder andere Schönheit. Ich gehöre zu den letzteren“.[21] Kühnheit und „irregeleitete Neigungen“ bringen ihn dazu, Dinge zu tun, „die seinem Stande wenig Ehre machten und ihm den Ruf eines anmaßenden Frechlings eintrugen.“[3] Diese Dinge kann der gewissenlose Rodolfo deswegen von seinen Eltern ungestört treiben, weil er „einen abgesonderten Flügel in dem Hause seines Vaters“ bewohnt.[29] Bei der Befriedigung seiner Launen fühlt er sich geschützt durch Adel und Geld seiner Eltern und unterstützt von seinen Freunden. Seine Oberflächlichkeit bleibt ihm bis zum Schluss erhalten: Leocadia wird lediglich vom vergewaltigungswürdigen Sexualobjekt (sündhafte Tat) zum ehelichungswürdigen Heiratsobjekt (kirchlich sanktionierte Tat).
- Luis: Der Sohn von Leocadia und Rodolfo besitzt „ein sehr schön gebildetes Gesicht, ein sanftes Wesen und einen aufgeweckten Geist“ und wird von Leocadias Eltern, die für die Öffentlichkeit als Onkel und Tante firmieren, „zu einem tüchtigen und gebildeten Menschen“ erzogen, weil Wissen und Tüchtigkeit Dinge sind, „über welche Diebe und die launische Fortuna keine Gewalt haben.“[11]
- Doña Estefanía: Sie ist die Person, die entsprechend der Prophezeiung des alten Hidalgo durch das Wiederauftauchen des silbernen Kruzifix ihres Sohnes zum Richter über diesen gemacht wird: Sie rekonstruiert nüchtern die Umstände, die zu der Tat geführt haben, befragt die Zeugen, vergleicht ihre Aussagen auf Übereinstimmung, bewertet die Beweise und sorgt für eine Verheiratung von Rodolfo und Leocadia.[26] Damit bessert Doña Estefanía innerhalb der herrschenden Sozialstrukturen zumindest an der Oberfläche die gesellschaftliche Situation von Leocadia und des ihr ans Herz gewachsenen Luis.

### Themen
Ehre und Würde
Der gute Name ist ein zentrales Thema in La fuerza de la sangre. Sämtlichen Figuren der Novelle ist es wichtig, dass alles, was den guten Namen beflecken könnte, nicht aus dem Dunkel der Privatheit an das Licht der Öffentlichkeit gezerrt wird. Leocadias Vater meint dazu, „ein Lot öffentlicher Schande drückt schwerer als ein Scheffel geheimer Ehrlosigkeit.“ Leocadias Vergewaltigung wird daher von allen Beteiligten unter den Teppich gekehrt, damit aus der (privaten) Schändung nicht eine (öffentliche) Schande wird. Leocadias Vater verteidigt diese gesellschaftliche Scheinheiligkeit damit, dass die wahre Ehre in der Tugend läge, und fügt hinzu, dass Leocadia Gott „weder mit Worten, noch mit Gedanken, noch mit Taten“ beleidigt habe und daher noch ihre Ehre besitze: Ehre ist eine Frage der inneren Einstellung, nicht des äußeren Status. Leocadia ist dennoch gesellschaftskonform gefangen in ihren Wertvorstellungen über Ehre und Schande: Sie fordert von ihrem Vergewaltiger Rodolfo Vertuschung mit den Worten „besser ist immer noch die Schande, von der kein Mensch etwas weiß, als die Ehre, die allen verdächtig wurde.“ Zur Wahrung gesellschaftlicher Normen nimmt Leocadia letztlich sogar die alltägliche eheliche Konfrontation mit einer Vergewaltigerfratze in Kauf, während ihr künftiger Gemahl es schon eine Zumutung findet, tagtäglich ein bloß oberflächlich „hässliches Gesicht“ zu erblicken.
Recht, Klassengesellschaft und Moral
Bereits zu Beginn der Novelle ironisiert Cervantes nicht nur die gesellschaftliche Heuchelei, indem er „die redliche Gesinnung“ der Toledianer betont, von denen einer dann letztlich ungestraft Leocadia vergewaltigt und drei andere zu indirekten Tatbeteiligten werden, denn „ein Reicher, der sich freigebig zeigt, findet stets Menschen, die seine Untaten gutheißen und seinen bösen Gelüsten Vorschub leisten.“ Sondern Cervantes betont außer der nur scheinbaren Redlichkeit der Toledianer auch „die wohlgeordnete Polizeiverwaltung“ Toledos, die von der „Gunst der Großen“ abhängig ist, so dass die Familie des alten Hidalgo die Entführung von dessen Tochter Leocadia von vornherein nicht anzuzeigen wagt, weil der alte Hidalgo um die herrschende Klassenjustiz weiß: Da die Justiz vom Adel abhängt, hängt sie von den Verbrechens-Verantwortlichen ab, und damit ist eine Verurteilung des offenbar adligen Täters unwahrscheinlich.

## Kritik
Obgleich Cervantes gleich zu Beginn der Novelle die „wohlgeordnete Polizeiverwaltung jener Stadt und die redliche Gesinnung ihrer Einwohner“ ironisiert, kritisieren Rudolph Schevill und Adolfo Bonilla (1875–1926), dass Cervantes über das Verbrechen Rodolfos nicht „mit einem einzigen rügenden Wort“ urteilt: „Hervorgehoben wird nur die Moral der allgemeinen Vergebung und der traurige gesellschaftliche Grundsatz, dass die Justiz die Starken und Mächtigen schützt und dass weder Schönheit noch Armut noch Schändung etwas bringen, wenn auf der Gegenseite ein hochwohlgeborener junger Mann steht, der privilegiert ist durch Reichtum und Prestige in seinem gesellschaftlichen Umfeld.“ Juan Luis Alborg (1914–2010) kritisiert gar: „Cervantes scheint in dieser Novelle keine andere Absicht gehabt zu haben als die Handlung selbstgefällig auszurollen, und keinen anderen Zweck als den, Milieus zu beschreiben“.

## Nachwirkung
La fuerza de la sangre wurde bei Erscheinen als La Force du sang von Alexandre Hardy für die Bühne adaptiert. Im Jahre 1623 wurden La fuerza de la sangre und die Cervantes-Novelle La gitanilla von Thomas Middleton und William Rowley 1623 als The Spanish Gypsy auf die Bühne gebracht. La fuerza de la sangre beeinflusste auch die moralisch-psychologische Ausrichtung der 1808 erschienenen Kleist-Novelle Die Marquise von O.... Im Jahre 2018 wurde das an der Cervantes-Novelle orientierte Theaterstück Sangre forzada von María Folguera uraufgeführt.

## Deutschsprachige Textausgaben
- Miguel de Cervantes Saavedra: Die Macht des Blutes. In: Miguel de Cervantes Saavedra: Meistererzählungen: Die Beispielhaften Novellen. (=detebe-Klassiker. Band 22527). Aus dem Spanischen von Gerda von Uslar. Diogenes, Zürich 1993. ISBN 3-257-22527-X. S. 330–359.
- Miguel de Cervantes Saavedra: Die Macht des Blutes. In: Miguel de Cervantes Saavedra: Sämtliche Erzählungen. Aus dem Spanischen von Gerda von Uslar. Anaconda, Köln 2016. ISBN 978-3-7306-0330-7. S. 330–359.